# Chiesa di San Simeon Piccolo
La chiesa dei Santi Simeone e Giuda, vulgo San Simeon Piccolo, è un edificio religioso della città di Venezia, situato nel sestiere di Santa Croce, sul Canal Grande, a destra di palazzo Adoldo e di fronte alla stazione ferroviaria di Venezia Santa Lucia.
Non va confusa con la vicina chiesa di San Simeone Grande; gli aggettivi si riferivano alle dimensioni degli edifici prima che nel Settecento San Simeon Piccolo assumesse l'imponente aspetto attuale.

## Storia
La chiesa sarebbe stata fondata nel IX secolo dalle famiglie Adoldi e Briosi. All'XI secolo, periodo in cui venne definita una prima strutturazione amministrativa della città, dovrebbe risalire l'istituzione della parrocchia, mentre la consacrazione risale certamente al 21 giugno 1271.
La chiesa originaria era probabilmente ad impianto basilicale (con tre navate) e costruita parallelamente al Canal Grande. Tale struttura iniziò a dare segni di cedimento nel XVI secolo, tanto da portare alla decisione di riedificarla completamente.
Nel 1718, su iniziativa del parroco Giambattista Molin detto "Manera", la ricostruzione della Chiesa venne affidata all'architetto Giovanni Scalfarotto, come ricorda anche una scritta sul pronao. Per procurare i fondi necessari, il Molin sarebbe ricorso ad una sorta di lotto con tanto di estrazioni.
I lavori si poterono dire conclusi con la consacrazione del 27 aprile 1738, officiata da mons. Gaspare Negri, vescovo di Cittanova (Istria), già sacerdote alunno di questa chiesa.
Sino al 1807 la chiesa era collegiata, quindi vi era insediato un piccolo capitolo, composto da due preti titolati che affiancavano il pievano nella gestione della parrocchia. Con il tempo, tuttavia, lo spirito comunitario e di condivisione venne meno e fu il solo parroco ad occuparsi della cura delle anime e dell'amministrazione dei sacramenti.
Inoltre, in quanto filiale della cattedrale di San Pietro, i suoi sacerdoti avevano l'obbligo di assistere alla benedizione del Sabato Santo nella matrice, ricevendo l'acqua benedetta per il proprio battistero.
Nel 1807, sotto il Regno d'Italia di Napoleone, fu soppresso il capitolo, ma la chiesa mantenne il suo ruolo di parrocchiale e inglobò la circoscrizione di San Simeon Grande. Nel 1810, tuttavia, la situazione si invertì e fu San Simeon Piccolo ad essere retrocessa a succursale dell'altra.
Chiusa per un periodo al culto, la chiesa è stata successivamente affidata alla Fraternità Sacerdotale San Pietro.

## Descrizione
È una delle chiese più note della città, almeno per quanto riguarda il suo aspetto esteriore, poiché si staglia evidentemente rispetto agli altri edifici ed è praticamente di fronte a chi esce dalla stazione dei treni, al di là del Canal Grande.
Giovanni Scalfarotto, nominato proto del cantiere nel 1721 dal capitolo della chiesa, fu un architetto poco brillante, con una carriera caratterizzata da piccoli interventi sparsi per Venezia. Per questo motivo, la critica moderna (per esempio Elena Bassi) ha avanzato dubbi attorno alla paternità dell'opera e ritiene che progetto e direzione dei lavori fossero stati eseguiti basandosi sui suggerimenti della committenza. In ogni caso, il suo nome è riportato sull'architrave interna del pronao.
L'edificio viene spesso indicato come una riedizione veneziana del Pantheon di Roma, tanto da essere visto come un'anticipazione dell'architettura neoclassica. In realtà, un esame più approfondito rivela come in esso compaiano richiami ad altre opere più tarde.
Il presbiterio, rettangolare e biabsidato, si rifà a quelli della basilica del Redentore di Andrea Palladio e della basilica della Salute di Baldassarre Longhena. La grande cupola, più che un rimando all'architettura romana, affonda le sue radici nello stile veneto-bizantino. Il pronao addossato a una pianta circolare è una soluzione già adottata nelle chiese gemelle di piazza del Popolo a Roma, mentre la cripta racchiusa nell'alto basamento è organizzata sul modello delle catacombe paleocristiane (come già aveva fatto Pietro da Cortona nelle chiese di Santa Maria in via Lata e dei Santi Luca e Martina).

### Esterno
L'edificio si presenta come un corpo cilindrico e stretto con una cupola (del diametro di 20 m) rivestita in rame ed un pronao corinzio con timpano triangolare dove trova posto un bassorilievo marmoreo Il martirio dei Santi titolari di Francesco Cabianca del XVIII secolo.
Da notare che la cupola si presenta come a calotta ovale in altezza che dà al complesso una leggera spinta verticale accentuata dalla lanterna in forma di tempietto.

### Interno
L'interno non ospita grandi capolavori, tuttavia sono da ricordare, al primo altare a destra la tela San Francesco di Paola sorretto da un angelo e san Gaetano da Thiene di Antonio Marinetti detto "il Chiozzotto"; al secondo altare i Santi Simeone e Giuda, pala di Mattia Bortoloni del XVIII secolo, attribuita a Francesco Polazzo; al primo altare a sinistra la Sacra famiglia di Tomaso Bugoni e al secondo altare a sinistra un Martirio di Santa Dorotea di Angelo Venturini. Nella sacrestia, sull'altare c'è un Crocifisso marmoreo attribuito a Giovanni Marchiori. Nell'attigua antisacrestia, una costruzione giovanile di Tommaso Temanza, sopra il lavabo, c'è un piccolo rilievo, La probatica piscina del Marchiori, con in basso il ritratto dell'autore.

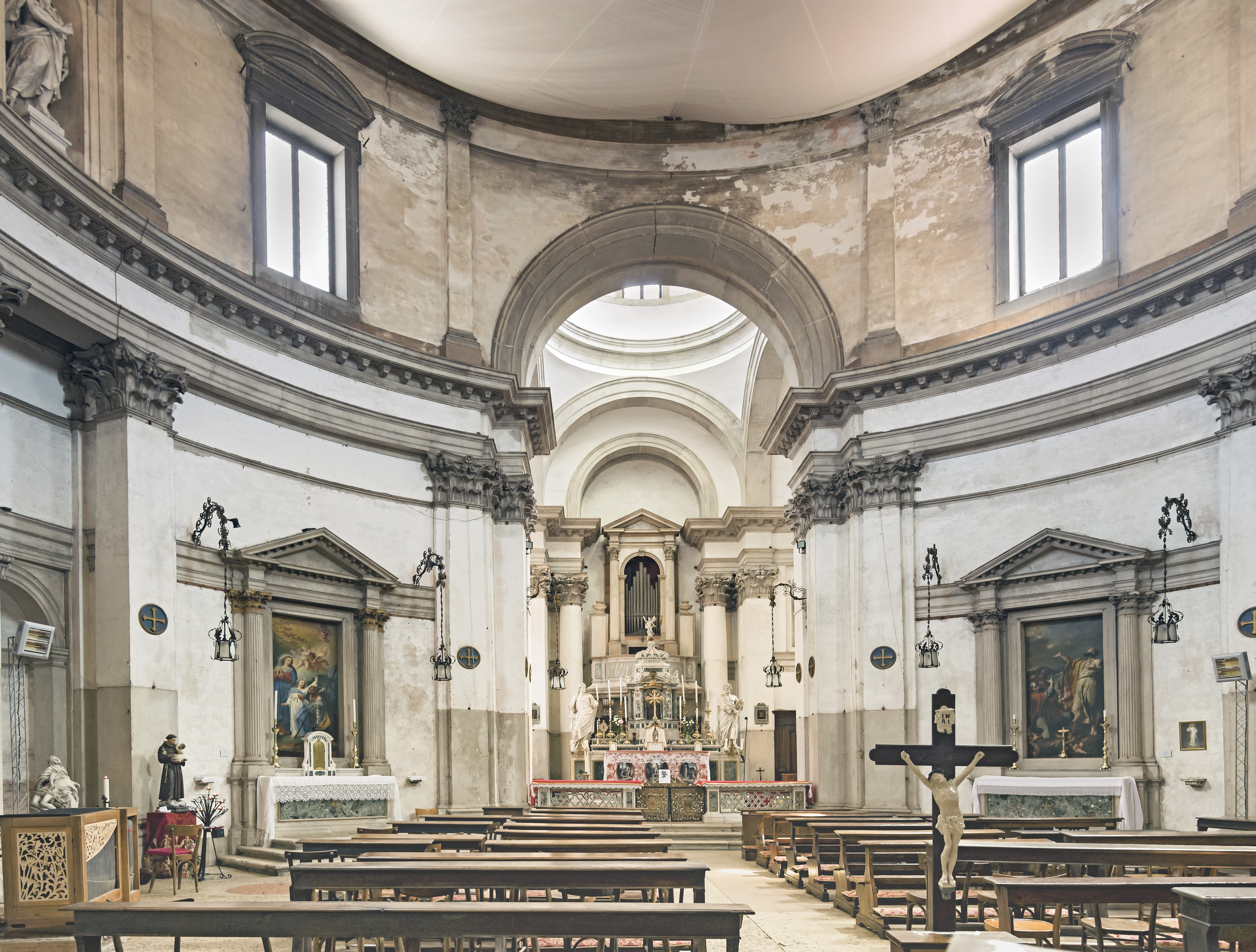
Veduta dell'interno della chiesa

### Cripta
Sotto la chiesa si trova un interessante sotterraneo affrescato con scene della Via Crucis e dell'Antico Testamento, in cui due lunghi corridoi si incrociano in un ambiente ottagonale, che ha in mezzo un altare. Comprende ventuno cappelle, otto delle quali murate e inesplorate. Esso contiene soprattutto sepolcri di parrocchiani dei quali, però, non è possibile conoscere l'identità.

## La Fraternità Sacerdotale San Pietro

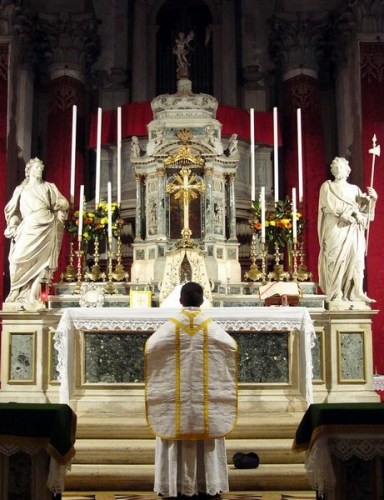
Messa bassa presso l'Altar Maggiore di San Simeon Piccolo

L'edificio è stato parrocchiale e poi chiesa dipendente da San Simeon Grando.
Il patriarca di Venezia, cardinale Angelo Scola, nel 2006 ha affidato la chiesa alla Fraternità Sacerdotale San Pietro, nominando padre Konrad zu Löwenstein, FSSP, cappellano per i fedeli che seguono la liturgia secondo la forma extraordinaria del Rito Romano. Il cappellano a San Simon celebra la Santa Messa quotidiana e festiva, confessa e tiene lezioni di dottrina cattolica.
Dal 2014, padre Konrad zu Löwenstein è stato sostituito come cappellano da padre Jean-Cyrille Sow, FSSP. Egli ha a sua volta terminato il suo incarico ad agosto 2017, essendo stato trasferito a Roma, ed è stato sostituito da padre Joseph Kramer, FSSP, già parroco a Roma per nove anni.